# Opsomeigenia vexans
Opsomeigenia vexans là một loài ruồi trong họ Tachinidae.